# دان پاین
دان پاین (انگلیسی: Dan Payne؛ زادهٔ ۴ اوت ۱۹۷۲) یک هنرپیشه اهل کانادا است.

## فیلمها

### فیلم
- نگهبانان در نقش دلار بیل
- جان تاکر باید بمیرد در نقش اسکیپ 6
- ایکاروس درنقش دیو
- شفافیت در نقش پولارد
- کلبه‌ای در جنگل در نقش متیو باکنر
- جهان زیرین: بیداری در نقش موجود لایکن ۲
- فرزندان در نقش شاه دیو
- فرزندان ۲ در نقش شاه دیو
- فرزندان ۳ در نقش شاه دیو
- وارکرفت در نقش مرد قبیله
- رانده‌شده به کشتن در نقش سرگی
- شکارچی‌ها در نقش کارتر فلین
- فراتر از پیشتازان فضا در نقش واجت
- داستان کریسمس ۲ در نقش اینساین پین

### سریال
- دروازه ستارگان اس‌جی-۱ در نقش واریوس - ۱۳ اپیزود.[۱]
- اسمالویل در نقش مامور امنیتی فرودگاه - قسمت Exodus و Phoenix
- ناوبر فضایی گالاکتیکا در نقش شان الیسون - قسمت Daybreak: Part 2
- هدف انسانی در نقش فاستر لاروش - قسمت Corner Man
- سوپرنچرال در نقش ابنر - قسمت Road Trip
- جادوگر خوب در نقش جان (نقش دوره ای)[۲]
- افسانه‌های فردا در نقش اوبسیدان قسمت: "The Justice Society of America"
- فلش در نقش پادشاه کوسه (شی لمبدن) قسمت: "King Shark vs. Gorilla Grodd"